# British Home Championship 1973
De British Home Championship van 1973 was de 78e editie van de British Home Championship. Het toernooi werd gehouden van 12 mei tot en met 19 mei 1973. Engeland werd kampioen.

## Eindstand
| Team          | Gsp | W | G | V | DV | DT | DS | Ptn |
| ------------- | --- | - | - | - | -- | -- | -- | --- |
| Engeland      | 3   | 3 | 0 | 0 | 6  | 1  | +5 | 6   |
| Noord-Ierland | 3   | 2 | 0 | 1 | 4  | 3  | +1 | 4   |
| Schotland     | 3   | 1 | 0 | 2 | 3  | 3  | 0  | 2   |
| Wales         | 3   | 0 | 0 | 3 | 0  | 6  | –6 | 0   |

## Wedstrijden
|                                                  |                          |       |                                      |                                                                                  |
| 12 mei 1973 «onderlinge duels» 15:00 uur (UTC+1) | Noord-Ierland            | 1 – 2 | Engeland                             | Goodison Park, Liverpool Toeschouwers: 29.865 Scheidsrechter: Clive Thomas (WAL) |
| 12 mei 1973 «onderlinge duels» 15:00 uur (UTC+1) | Dave Clements 22' (pen.) |       | 9' Martin Chivers 82' Martin Chivers | Goodison Park, Liverpool Toeschouwers: 29.865 Scheidsrechter: Clive Thomas (WAL) |

|                                                  |       |                                     |           |                                                                                |
| 12 mei 1973 «onderlinge duels» 15:00 uur (UTC+1) | Wales | 0 – 2                               | Schotland | The Racecourse, Wrexham Toeschouwers: 18.682 Scheidsrechter: Jim Lawther (NIR) |
| 12 mei 1973 «onderlinge duels» 15:00 uur (UTC+1) |       | 60' George Graham 70' George Graham |           | The Racecourse, Wrexham Toeschouwers: 18.682 Scheidsrechter: Jim Lawther (NIR) |

|                                                  |                                                        |       |       |                                                                                  |
| 15 mei 1973 «onderlinge duels» 19:45 uur (UTC+1) | Engeland                                               | 3 – 0 | Wales | Wembley Stadium, Londen Toeschouwers: 38.000 Scheidsrechter: John Paterson (SCO) |
| 15 mei 1973 «onderlinge duels» 19:45 uur (UTC+1) | Martin Chivers 24' Mick Channon 32' Martin Chivers 75' |       |       | Wembley Stadium, Londen Toeschouwers: 38.000 Scheidsrechter: John Paterson (SCO) |

|                                                  |                    |       |                                       |                                                                            |
| 16 mei 1973 «onderlinge duels» 20:00 uur (UTC+1) | Schotland          | 1 – 2 | Noord-Ierland                         | Hampden Park, Glasgow Toeschouwers: 39.018 Scheidsrechter: Ken Burns (ENG) |
| 16 mei 1973 «onderlinge duels» 20:00 uur (UTC+1) | Kenny Dalglish 89' |       | 3' Martin O'Neill 16' Trevor Anderson | Hampden Park, Glasgow Toeschouwers: 39.018 Scheidsrechter: Ken Burns (ENG) |

|                                                  |                   |       |           |                                                                                     |
| 19 mei 1973 «onderlinge duels» 15:00 uur (UTC+1) | Engeland          | 1 – 0 | Schotland | Wembley Stadium, Londen Toeschouwers: 95.950 Scheidsrechter: Kurt Tschenscher (FRG) |
| 19 mei 1973 «onderlinge duels» 15:00 uur (UTC+1) | Martin Peters 54' |       |           | Wembley Stadium, Londen Toeschouwers: 95.950 Scheidsrechter: Kurt Tschenscher (FRG) |

|                                                  |                    |       |       |                                                                                   |
| 19 mei 1973 «onderlinge duels» 19:30 uur (UTC+1) | Noord-Ierland      | 1 – 0 | Wales | Goodison Park, Liverpool Toeschouwers: 4.946 Scheidsrechter: Bobby Davidson (SCO) |
| 19 mei 1973 «onderlinge duels» 19:30 uur (UTC+1) | Bryan Hamilton 14' |       |       | Goodison Park, Liverpool Toeschouwers: 4.946 Scheidsrechter: Bobby Davidson (SCO) |